# Roman Hošták
Roman Hošták (* 4. února 1961) je bývalý slovenský fotbalový záložník.

## Hráčská kariéra
V československé lize hrál za Jednotu Trenčín, aniž by skóroval. Naposled hrál za Trenčanský futbalový klub 1939 Záblatie, kam přestoupil k 1. březnu 1993.

### Prvoligová bilance
| Ročník             | Zápasy | Góly | Minuty | Klub               |
| ------------------ | ------ | ---- | ------ | ------------------ |
| I. liga 1979/80    | 1      | 0    | 10     | TJ Jednota Trenčín |
| CELKEM I. ČS. LIGA | 1      | 0    | 10     |                    |